# دهستان گافر
دهستان گافر، یکی از دهستان‌های بخش گافر و پارامون شهرستان بشاگرد در استان هرمزگان ایران است. مرکز این دهستان، روستای سیت است.

## جمعیت
بر پایه سرشماری عمومی نفوس و مسکن در سال ۱۳۹۵، جمعیت دهستان گافر برابر با ۲٬۸۰۸ نفر بوده‌است.